# Tuấn Dương
Tuấn Dương (16 tháng 11 năm 1952 - 2 tháng 12 năm 2013) là một diễn viên kịch nói Việt Nam, Trung tá, từng công tác tại đoàn kịch Công an Nhân dân. Ông nổi tiếng là một diễn viên hài.

## Tiểu sử và Sự nghiệp
Tuấn Dương sinh tại xã Vô Tranh, huyện Phú Lương, tỉnh Thái Nguyên. Ông học tại Khoa Văn hóa quần chúng (Trường Đại học Văn hóa Hà Nội). Trước đó ông làm việc tại Cục Quân y.
Ra trường, ông phải đi dạy nhảy ở các Nhà Văn hóa, Cung Văn hóa ở Hà Nội. Một lần, vừa dạy nhảy xong, ông tình cờ thấy đoàn kịch đang tập vở Số đỏ và chưa tìm được ai vào vai nhân vật Xuân tóc đỏ. Ông đã thử vai và không ngờ lại diễn hợp. Sau này, vở kịch đã được đưa đi lưu diễn nhiều nơi trong nước, đã nhận được sự tán dương của khán giả. Nhân vật đặt dấu ấn của ông trên con đường diễn xuất. Đây cũng là vai diễn để đời của Tuấn Dương, nổi đình đám trong những năm 1989-90.
Tuấn Dương hầu hết sự nghiệp công tác tại đoàn kịch Công an Nhân dân, sau đó về hưu. Cấp bậc cao nhất là Trung tá Công an.
Tuấn Dương tham gia hàng chục bộ phim, chuyên đóng những vai hài trong các phim, đặc biệt là các vai nông dân, trưởng thôn, hoặc gã chồng sợ vợ. Các bộ phim nổi tiếng có sự tham gia của ông gồm: "Đất và người", "Làng ven đô", "Chuyện đã qua", "Lều chõng (phim)", "Lập trình cho trái tim' (vai bố Cá sấu chúa Quỳnh Nga). Các phim khác như: "Những mảnh đời ngang trái" (vai anh Tơ), "Đường về hang ổ" (vai đại ca Hưng Đại bàng), "Tin vào điều không thể" (vai ông bán bánh mỳ), Khi đàn chim trở về (vai ông Đa)...
Tuấn Dương còn tham gia nhiều tiểu phẩm hài trong chương trình Gặp nhau cuối tuần, Gala Cười.
Ông kết hôn lần 2 vào năm 2009 và không có con (trước đó ông cũng đã kết hôn và từ đó đến nay, bà làm mẹ đơn thân do hai người đột ngột ly hôn). Vợ ông đã trải qua một lần đò và đã có con riêng. Tuấn Dương rất muốn có một đứa con, nhưng hai vợ chồng vẫn còn những khúc mắc chưa giải quyết, vì thế có sự bàn cãi.
Ông nói: "Nhìn lại, vèo một cái đã chạm đến tuổi già mà mình vẫn chưa có một gia sản gì đáng giá trong tay. Có lúc tôi cũng chạnh lòng thương cho chính mình, nhưng biết sao được, đó là số phận rồi. Cũng không vì thế mà tiếng cười của mình bớt đi sự thoải mái."
Ông sống tại khu tập thể Trường Đại học Thương mại.

## Qua đời và lễ tang
Ông qua đời vào rạng sáng ngày 2 tháng 12 năm 2013 tại Hà Nội, không lâu sau sinh nhật lần thứ 62.
Thông cáo về cái chết của ông đã được đưa ra, qua đó quyết định tổ chức tang lễ dành cho ông trong 1 ngày (tức ngày 4/12/2013). Lễ viếng và lễ truy điệu được tổ chức đồng thời tại Nhà tang lễ bệnh viện 19/8 Bộ Công an (là địa điểm mà ông được đặt linh cữu). Trưa chiều cùng ngày, linh cữu của ông được đưa tới đài hóa thân hoàn vũ - nghĩa trang Văn Điển để an táng.

## Vai diễn
Danh sách này không đầy đủ, bạn cũng có thể giúp mở rộng danh sách.
| Năm  | Tựa đề         | Vai diễn            | Chú thích |
| ---- | -------------- | ------------------- | --------- |
| 2008 | Con đường sáng | Cán bộ cải tạo TBTD |           |

## Link ngoài
- Diễn viên Tuấn Dương trên phim
- Tính cách của Tuấn Dương